# Вуд, Карл Доусон
Карл Доусон Вуд (англ. Karl Dawson Wood) (27 сентября 1898 года, Форест-Глен, — 19 апреля 1995 года) — американский учёный.
Получив степень магистра технических наук Корнеллского университета, впоследствии основал факультеты авиатехники при университетах Пердью и Колорадо. Доктор философии (Мичиганский университет, 1955).
Автор ряда трудов по прикладной аэронавтике, термодинамике, авиа- и ракетостроению, вобравших в себя многолетний опыт сотрудничества с государственными организациями (Командование МТО ВВС США, Национальный институт стандартов и технологий, Национальный научный фонд) и частными авиастроительными компаниями (General Motors, Marquardt Corporation, Douglas Aircraft, Grumman Aircraft, Martin Company, Consolidated Aircraft, Bell Aircraft и Consolidated-Vultee). Также некоторое время работал техническим редактором издательства Prentice-Hall.
Его книги «Проектирование самолётов» и «Аэродинамика», выдержавшие несколько переизданий, на протяжении долгого времени были учебниками будущих авиаконструкторов.